# Григориј Потањин
Григориј Николајевич Потањин (рус. Григо́рий Никола́евич Пота́нин; 4. октобар 1835, Јамишевска тврђава – 30. јун 1920, Томск) био је истакнути руски географ, етнограф, ботаничар и публициста и један од оснивача сибирског регионалистичког покрета. 

## Биографија
Григориј Потањин рођен је 4. октобра 1835. у Јамишевској тврђави на подручју Омске области Руске Империје. Након што је са свега 11 година остао без родитеља, одлази у Омск где се уписује на војну академију. По успешном завршетку школовања 1852. одлази на војну службу у Семиплатинск и Омск. Године 1859. уписује се на ванредне студије на Петроградском државном универзитету, али је због учешћа у студентским протестима у октобру 1861. ухапшен и осуђен на два месеца затвора у Петропавловској тврђави. По изласку из затвора није био у могућности да настави школовање, те се враћа назад у Омск.
По повратку у Омску учествује у експедицији Карла Струвеа на језеро Зајсан (данас на крајњем истоку Казахстана), где је обављао бројна ботаничка истраживања, а прикупио је и вредну ботаничку колекцију са тог подручја (1863/64). По повратку са прве експедиције 1865. именован је за секретара губернијског статистичког комитета у Томску, а једно време радио је и као професор у локалној гимназији. 
Због припадности Сибирском регионалистичком покрету ухапшен је у лето 1865. и осуђен под оптужбом за потицање сепаратистичких тежњи у Сибиру. Након трогодишњег тамновања у Омској тврђави, 1865. је пребачен у околину Хелсинкија где је све до 1871. служио на друштвено-корисном раду. Помилован је 1874. на молбу чланова Руског географског друштва, а исте године оженио се Александром Лаврском, која га ја пратила на свим његовим будућим путовањима у својству етнолога и цртача. 

### Експедиције у Монголију
У пролеће 1876. Потањин по налогу Руског географског друштва организује експедицију у северозападну Монголију. У пратњи супруге Александре, зоолога Михаила Березовског и топографа Петра Рафаилова, експедиција је током наредне две године детаљније испитала подручје од језера Зајсан, преко Монголског Алтаја до града Ковда на западу Монголије. Током експедиције прикупљена су бројна географска и биолошка знања о поменутим областима.
Убрзо по повратку са прве експедиције, уследила је још једна, током јуна месеца 1879. године. Експедиција је почела у селу Кош Агаш, а окончана у Иркутску. Комплетне резултате оба истраживања објавило је 1883. Руско географско друштво под насловом „Путописи по северозападној Монголији“ (рус. Очерках северо-западной Монголии) у 4. тома.

## Експедиције у Кину и на Тибет
Трећа по реду експедиција кренула је пут кинеске провинције Гансу 1884. године, опет по налогу националног географског друштва које је обезбедило део финансијских средстава. Потом је следило истраживање Тибета и централних делова Монголије. Експедиција је окончала свој рад 1886. године. 
У децембру 1892. Потањин организује нову експедицију ка централној Кини и Тибету где се упутио преко Пекинга. Експедиција је прешла пустињу Ордос и дошла до Сичуана одакле је требало да крене да ље ка Тибету. Међутим како се његова супруга Александра тешко разболела, Потањин одлучује да се врати назад ка Шангају. Александра Потањинова је преминула на путу ка Шангају 19. септембра 1893. године, а сахрањена је у граду Кјахти. Након женине смрти Потањин се враћа у Петроград, а експедицију су окончали његови сапутници М. Березовски и В. Обручев. 

### Позне године и смрт
Григориј Потањин се након још једне успешне експедиције у Манџурију 1899. трајно настанио у граду Томску. Локалне власти Томска су му 1915. доделили титулу почасног грађанина, а исте године добио је и титулу почасног грађанина Омска.
Умро је 30. јуна 1920. на клиници Томског универзитета, а сахрањен на Преображењском гробљу у Томску. Након што је поменуто гробље измештено са тадашње локације 1956. гробница Григорија Потањина је премештена у двориште Томског државног универзитета, где се данас налази и споменик посвећен овом научнику.
Године 1911. оженио се по други пут, песникињом Маријом Васиљевом. Развели су се 1917. године.